# Kamsjöstjärna
Kamsjöstjärna (Astropecten irregularis) är en sjöstjärneart som först beskrevs av Thomas Pennant 1777.  Kamsjöstjärna ingår i släktet Astropecten och familjen kamsjöstjärnor. Arten är reproducerande i Sverige.

## Underarter
Arten delas in i följande underarter:
- A. i. serratus
- A. i. pentacanthus
- A. i. irregularis
- A. i. pontoporeus

## Bildgalleri

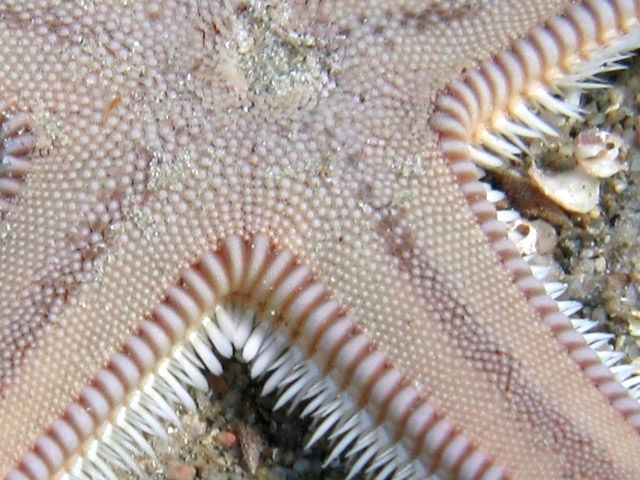
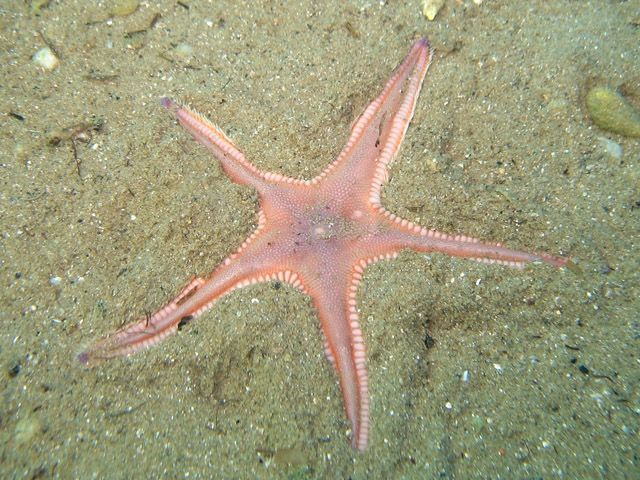